# Weidnerius longespinosus
Weidnerius longespinosus är en insektsart som först beskrevs av Lucien Chopard och Baccetti 1968.  Weidnerius longespinosus ingår i släktet Weidnerius och familjen vårtbitare. Inga underarter finns listade i Catalogue of Life.